# BacDive
BacDive (Bacterial Diversity Metadatabase) — база метаданих про бактерії, яка містить інформацію про бактеріальне та архейне біорізноманіття штамів бактерій.

## Вступ
BacDive — база різноманітних типів метаданих, а саме метаданих з систематики, морфології, фізіології, екології та молекулярної біології. Більшість даних анотовано та підібрано вручну. На грудень 2022 року BacDive пропонує інформацію про 93 254 штами, у тому числі 19 313 типових штами. База даних розміщена в «Німецькій колекції мікроорганізмів і клітинних культур» Інституту Лейбніца і є частиною de. NBI — німецької мережі біоінформатичної інфраструктури, а також Elixir — Європейської мережі біоінформатики. У грудні 2022 року Глобальна коаліція біоданих обрала BacDive «ключовим глобальним ресурсом біоданих», тобто критично важливим ресурсом даних для глобальних досліджень у галузі наук про життя та біомедицини.

## Вміст і функції

### База даних
Цей грудневий випуск бази даних охоплює понад 1000 різних полів даних, розділених на категорії «Назва та таксономічна класифікація», «Морфологія», «Культивування та умови зростання», «Фізіологія та метаболізм», «Інформація про ізоляцію, відбір зразків і навколишнє середовище». «Інформація про безпеку», «Інформація про послідовність» і «Наявність штаму». База даних містить 1 922 166 записів щодо різноманітних штамів, пов'язаних посиланнями. Дані отримані з внутрішніх описів колекцій культур, складених експертами збірників і первинної наукової літератури, наприклад, описів видів.

### Доступ до даних
Доступ до даних можна отримати через графічний інтерфейс або через вебслужбу, зроблену в архітектурі RESTful. Використовуючи графічний інтерфейс, користувач може обрати простий пошук штамів за назвою, номером колекції культур, таксономічним ідентифікатором НЦБІ або номером доступу до послідовності INSDC, або скористатися розширеним пошуком, який дозволяє здійснювати пошук у 130 полях даних і дає можливість створювати складні запити, об'єднуючи декілька полів. Дані можна завантажити у форматі PDF (для одного штаму) або у форматі CSV для більших наборів даних (для кількох штамів). Через портал вебслужби доступ до вмісту BacDive можна отримати автоматично (необхідна безплатна реєстрація). Для підтримки використання API доступні програмні клієнти на мовах Python і R.

## Інші бази даних
Для даних, які не охоплені BacDive, надаються посилання на інші бази даних, які надають дані, пов'язані зі штамами:
- SILVA — база даних рибосомної РНК
- BRENDA(BRaunschweig ENzyme DAtabase) — база даних ферментів
- Список прокаріотичних назв з положенням у номенклатурі
- Straininfo — сервіс розпізнавання ідентифікаторів мікробних штамів
- EBI — Європейський інститут біоінформатики
- НЦБІ — Національний центр біотехнологічної інформації США
- MicrobeAtlas — атлас секвенованих мікробних спільнот

## Виноски
1. ↑  Bunk B., Overmann J. BacDive—the Bacterial Diversity Metadatabase // Nucleic Acids Res. — OUP, University of Oxford, 2013. — Vol. 42, Iss. Database issue. — P. D592–9. — ISSN 0305-1048; 1362-4962; 1362-4954 — doi:10.1093/NAR/GKT1058
2. ↑  Bunk B., Overmann J. BacDive – The Bacterial Diversity Metadatabase in 2016 // Nucleic Acids Res. — OUP, University of Oxford, 2015. — Vol. 44, Iss. D1. — P. D581–5. — ISSN 0305-1048; 1362-4962; 1362-4954 — doi:10.1093/NAR/GKV983
3. ↑  
Söhngen, C; Boyke, B; Podstawka, A; Gleim, D; Overmann, J (13 жовтня 2013). BacDive - The Bacterial Diversity Metadatabase. Nucleic Acids Research. 42 (Database issue): D592—D599. doi:10.1093/nar/gkt1058. PMC 3965005. PMID 24214959.
4. ↑  
Fernández-Suárez, X. M.; Rigden, D. J.; Galperin, M. Y. (5 грудня 2013). The 2014 Nucleic Acids Research Database Issue and an updated NAR online Molecular Biology Database Collection. Nucleic Acids Research. 42 (Database issue): D1—D6. doi:10.1093/nar/gkt1282. PMC 3965027. PMID 24316579.
5. ↑  Cohan lab (23 жовтня 2015). DSMZ's BacDive Bacterial Diversity Database. Архів оригіналу за 7 травня 2019. Процитовано 6 травня 2016.
6. ↑  
Abu-Jamous, Basel; Fa, Rui; Nandi, Asoke K. (2015). Integrative Cluster Analysis in Bioinformatics. John Wiley & Sons. с. 448. ISBN 9781118906552.
7. ↑  
Zhulin, I. B. (1 серпня 2015). Databases for Microbiologists. Journal of Bacteriology. 197 (15): 2458—2467. doi:10.1128/JB.00330-15. PMC 4505447. PMID 26013493.
8. ↑  
Söhngen, C; Podstawka, A; Boyke, B; Gleim, D; Vetcininova, A; Reimer, LC; Ebeling, C; Pendarovski, C; Overmann, J (30 вересня 2015). BacDive - The Bacterial Diversity Metadatabase in 2016. Nucleic Acids Research. 44 (Database issue): D581—D585. doi:10.1093/nar/gkv983. PMC 4702946. PMID 26424852.
9. ↑  
Reimer, LC; Vetcininova, A; Sardà Carbasse, J; Söhngen, C; Gleim, D; Ebeling, C; Overmann, J (17 вересня 2018). BacDive in 2019: bacterial phenotypic data for High-throughput biodiversity analysis. Nucleic Acids Research. 47 (Database issue): D631—D636. doi:10.1093/nar/gky879. PMC 6323973. PMID 30256983.
10. ↑  
Reimer, LC; Sardà Carbasse, J; Koblitz, J; Ebeling, C; Podstawka, A; Overmann, J (7 січня 2022). BacDive in 2022: the knowledge base for standardized bacterial and archaeal data. Nucleic Acids Research. 50 (Database issue): D741—D746. doi:10.1093/nar/gkab961. PMC 8728306. PMID 34718743.
11. ↑  DSMZ's BacDive Bacterial Diversity Database. 22 грудня 2022. Архів оригіналу за 16 липня 2024. Процитовано 16 липня 2024.